# Another World (televisieserie)
Another World (ook wel Another World: Bay City genoemd) is een Amerikaanse soapserie die op zender NBC liep van 4 mei 1964 tot 25 juni 1999. Er verschenen 8891 episodes van de soap.
De soap is een zusje van de oudste soap ter wereld, As the World Turns. Vanuit Another world en ATWT zijn enkele personages heen en weer gegaan. Zo speelde Tom Eplin ooit de rol van Jake McKinnon in Another World. Toen deze stopte, is zijn personage, die erg populair was, bij ATWT erin geschreven. Hetzelfde geldt voor het personage Cass Winthrop. Hij speelde de gehaaide advocaat in Another World, maar werd later in ATWT binnen gehaald. Hij speelt niet op contract, maar verschijnt per jaar zeker een keer om 20 om de eeuwige rechtszaken tot een eind te brengen. Tegenwoordig is hij de persoonlijke advocaat van Paul Ryan.